# Bernhard Krüger (Fußballspieler)

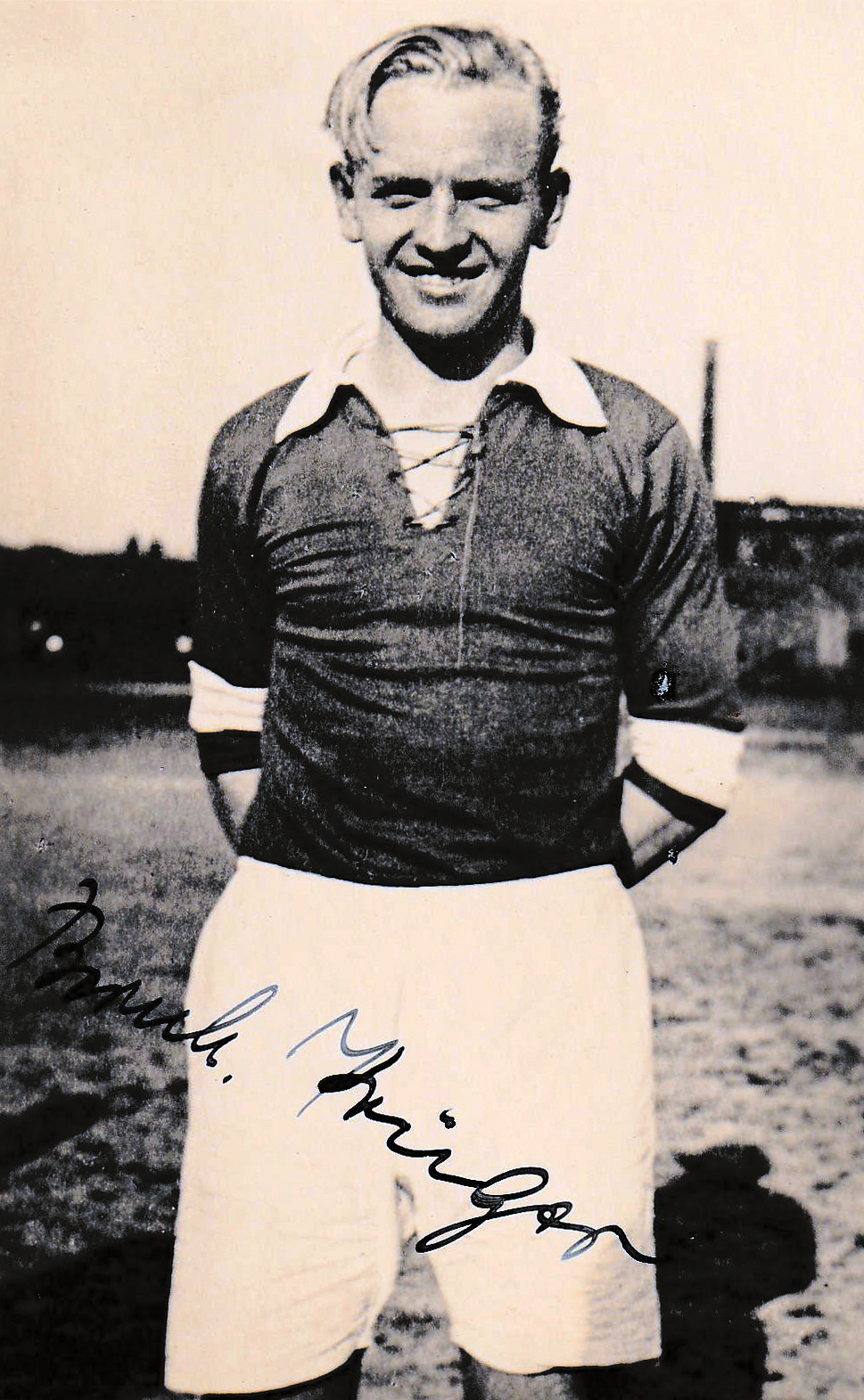
Bernhard Krüger, unterschriebene Autogrammkarte aus dem Familiennachlass, Herne, um 1935

Bernhard Krüger (* 6. Dezember 1914; † 10. Mai 1997) war ein deutscher Fußballspieler.

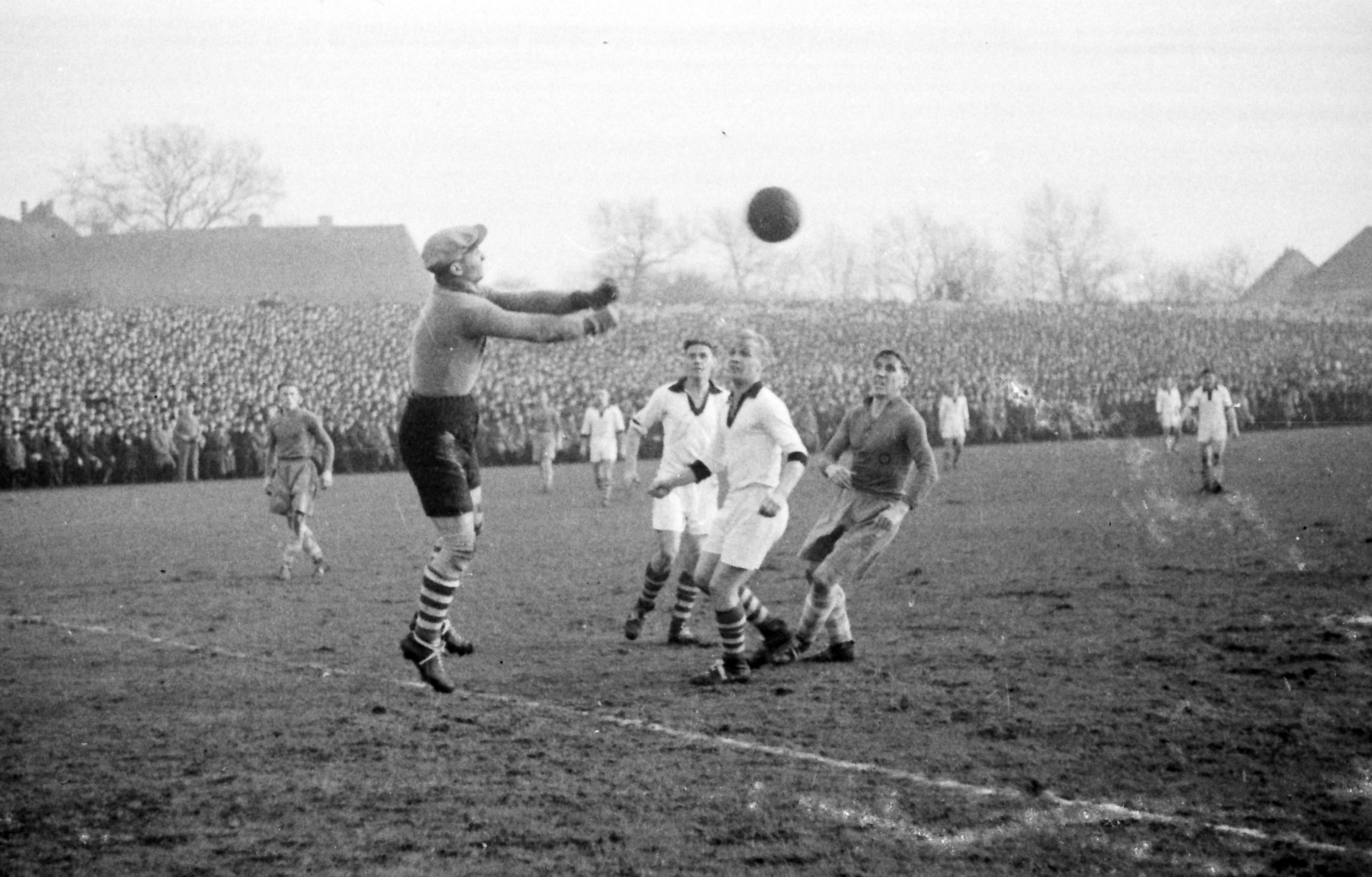
Das Westfalia Abwehrtrio Sobota, van Haaren und Krüger schirmt Ernst Kuzorra ab. Szene aus Westfalia Herne – FC Schalke 04, Februar 1939. (Foto: Kurt Müller / Institut für Stadtgeschichte Gelsenkirchen)

Der gebürtige Herner Bernhard Krüger spielte ab 1933 beim SC Westfalia 04 Herne. Bereits in seiner ersten Saison stieg der rechte Verteidiger mit dem Verein in die Gauliga Westfalen auf, der damals höchsten Spielklasse. Zusammen mit dem linken Verteidiger Adolf van Haaren und dem Torhüter Heinz Sobota bildete Krüger Mitte der 1930er Jahre eines der „stärksten Hinterdreiecke einer Vereinsmannschaft im Gau Westfalen“, wie es in der zeitgenössischen Presse hieß. Mehrfach spielte das Abwehrtrio repräsentativ für die westfälische Gauauswahl und für die Verbandself Westdeutschlands. Krüger gehörte in dieser Zeit auch zum erweiterten Kader der Nationalmannschaft von Reichstrainer Otto Nerz, kam aber zu keinem Länderspieleinsatz. Nach dem Krieg wurde er zum Spielführer der Mannschaft und avancierte zu einem der Rekordspieler des Vereins. Im Mai 1950 beendete er seine Karriere und zog sich vom aktiven Fußballgeschehen zurück. Die Glanzzeit von Westfalia Herne in der Oberliga West erlebte er nur als Zuschauer. Zeit seines Lebens wohnte er in Herne. Seine Kfz-Kennzeichen bestanden stets aus dem Städtekürzel „HER“ und der Erkennungsnummer „WH“. Letzteres stand dabei für „Westfalia Herne“.